# Lümanda-Kulli
Koordinaten: 58° 19′ N, 22° 0′ O
Lümanda-Kulli ist ein Dorf (estnisch küla) auf der größten estnischen Insel Saaremaa. Es gehört zur Landgemeinde Saaremaa (bis 2017: Landgemeinde Lääne-Saare) im Kreis Saare.

## Einwohnerschaft und Lage
Das Dorf hieß bis 2014 Kulli. Es hat heute vierzehn Einwohner (Stand 1. Januar 2016). Seine Fläche beträgt 5,76 km².
Der Ort liegt 28 Kilometer nordwestlich der Inselhauptstadt Kuressaare.